# Dekanat Lubin Wschód
Dekanat Lubin Wschód – jeden z 28 dekanatów w rzymskokatolickiej diecezji legnickiej.

## Parafie
W skład dekanatu wchodzi 7 parafii:
- Parafia Matki Bożej Częstochowskiej – Lubin
- Parafia Najświętszego Serca Pana Jezusa – Lubin
- Parafia św. Jana Sarkandra – Lubin
- Parafia św. Maksymiliana Marii Kolbego – Lubin
- Parafia Świętej Trójcy – Miłoradzice
- Parafia Chrystusa Króla – Osiek
- Parafia Niepokalanego Serca Najświętszej Maryi Panny – Raszówka